# Hermeskeil
Hermeskeil (pronunciación en alemán: /ˈhɛʁməsˌkaɪ̯l/ (escucharⓘ)) es un municipio situado en el distrito de Tréveris-Saarburg, en el estado federado de Renania-Palatinado (Alemania). Su población estimada a finales de 2016 era de 6136 habitantes.
Se encuentra ubicado al oeste del estado, cerca de la ciudad de Tréveris, de la orilla del río Mosela —uno de los principales afluentes del Rin— y de la frontera con Luxemburgo y el estado de Sarre.
Desde 2015, el municipio es conocido por un campo de refugiados establecido en un antiguo cuartel (dirección: Trierer Straße 200, 54411 Hermeskeil) del ejército alemán.